# Ima Simp, Detective
Ima Simp, Detective è un cortometraggio muto del 1915. Il nome del regista non viene riportato nei credit.
Il film fa parte di una breve serie di quattro comiche prodotte dalla Balboa nel 1915 che avevano come protagonista il personaggio di Ima Simp interpretato da Ben Deeley (1878–1924), un attore proveniente dal vaudeville.

## Produzione
Il film fu prodotto dalla Balboa Amusement Producing Company

## Distribuzione
Distribuito dalla Pathé Exchange, il film - un cortometraggio di 240 metri - uscì nelle sale cinematografiche statunitensi nell'aprile 1915.